# Paracalia
Paracalia es un género de plantas herbáceas perteneciente a la familia de las asteráceas. Comprende 3 especies descritas y es estas, solo 2  aceptadas.

## Taxonomía
El género fue descrito por José Cuatrecasas Arumí y publicado en Brittonia 12: 183. 1960.

## Algunas especies aceptadas
A continuación se brinda un listado de las especies del género Paracalia aceptadas hasta julio de 2012, ordenadas alfabéticamente. Para cada una se indica el nombre binomial seguido del autor, abreviado según las convenciones y usos.
- Paracalia jungioides (Hook. & Arn.) Cuatrec.
- Paracalia lopezii (M.O.Dillon & Sagást.) A.Correa